# Krótkofalówka
Krótkofalówka – dawna, potoczna nazwa na przenośną krótkofalową radiostację pracującą w zakresie fal krótkich od 3 do 30 MHz.

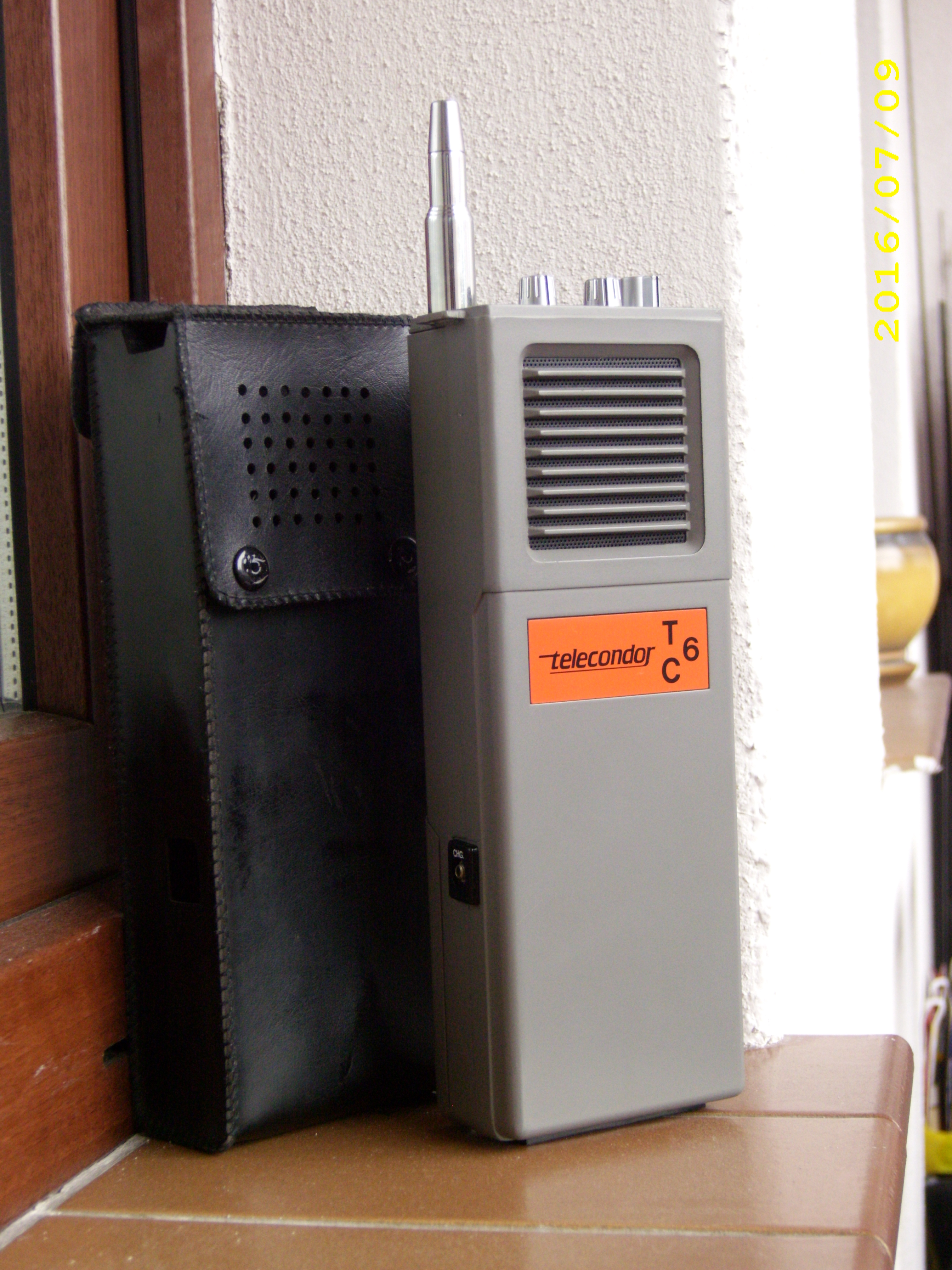
Miniaturowa radiostacja przenośna krótkofalowa małej mocy.

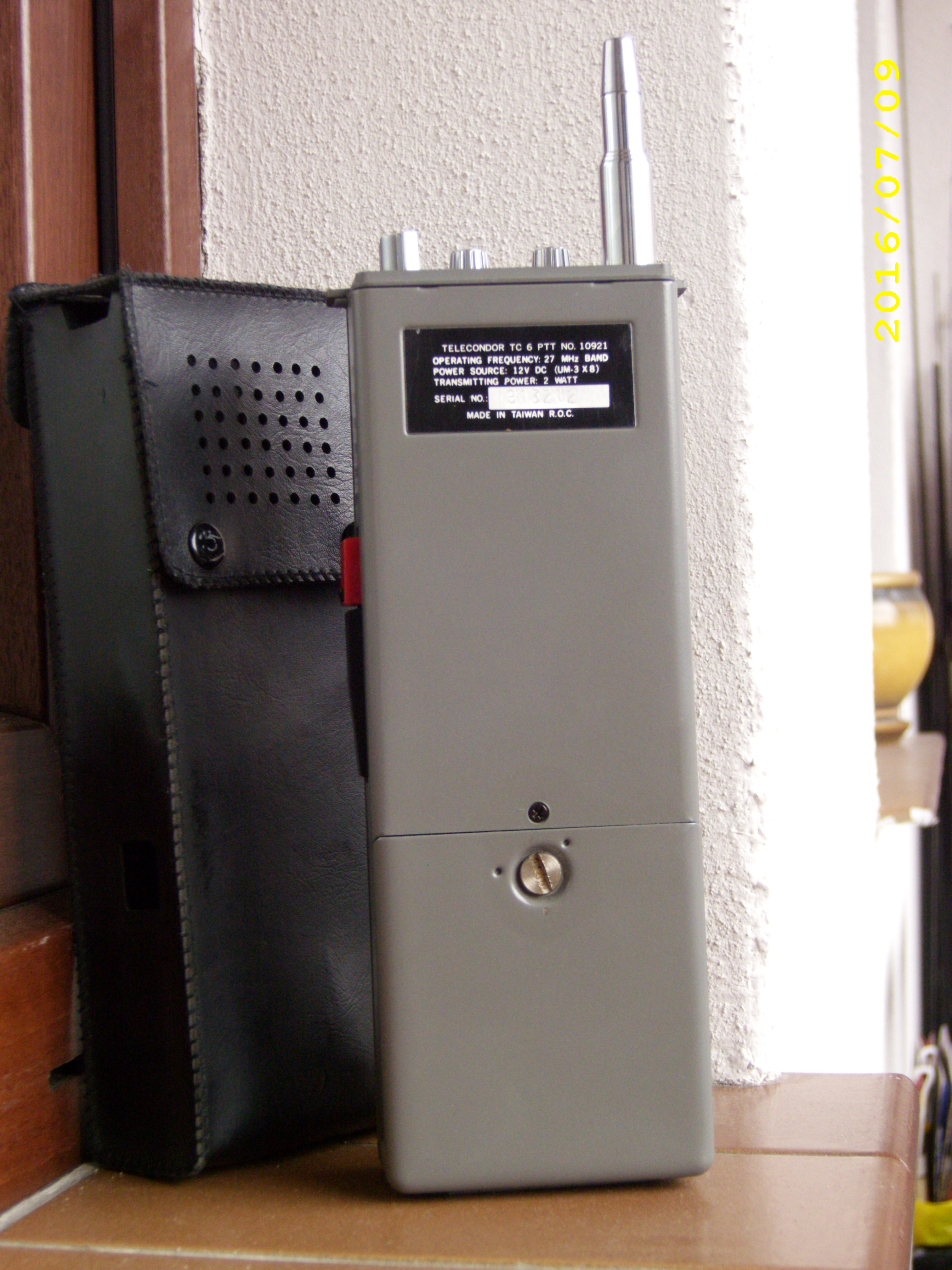
Telecondor TC 6

Jest to urządzenie radiowe nadawczo-odbiorcze przesyłające informacje głosowe i dane analogowe lub cyfrowe w zależności od możliwości radiostacji drogą radiową w paśmie fal krótkich. Potocznie jednak (i w związku z tym nieprawidłowo) określenie to używane jest na oznaczenie ręcznej radiostacji (nadajnika-odbiornika, radiotelefonu, transceivera) pracującej w paśmie fal ultrakrótkich lub mikrofalach to jest powyżej 30 MHz i znacznie rzadziej poniżej 3 MHz. Do przekazywania informacji drogą radiową potrzebne są następujące elementy:
- nadajnik i odbiornik radiowy
- antena nadawcza i odbiorcza lub nadawczo-odbiorcza
- źródło zasilania

Radiostacja najczęściej ma wewnątrz obudowy miejsce przeznaczone na zasilanie ogniwami pierwotnymi (jednorazowymi, zwanymi potocznie bateriami), lub odwracalnymi (akumulatorami).
Pomiędzy antena nadawczą i odbiorczą (dwie radiostacje oddalone od siebie) tworzy się tor łączności radiowej. Fala nośna wytworzona przez nadajnik, przed wypromieniowaniem musi być zmodulowana aby móc przenosić informację. Rozróżniamy kilka rodzajów modulacji np.:
- modulacja amplitudy (modulacja AM)
- modulacja impulsowa
- modulacja częstotliwości (modulacja FM)
- modulacja fazowa (modulacja fazy PM)

Modulacja fali następuje w nadajniku radiowym, zaś jej demodulacja w odbiorniku. W amatorskiej radiokomunikacji najczęściej stosuje się modulację amplitudy i częstotliwości. „Krótkofalówki” dzielą się na urządzenia przenoszone i pracują stacjonarnie (większe stacje, często z antenami masztowymi) i przenośne trzymane w ręku.
Zasięgi „krótkofalówki” zależą od:
- mocy nadajnika
- czułości odbiornika
- ilości zakłóceń (sygnałów obcych, zagłuszających sygnał nadajnika który chcemy odebrać)
- rodzaju anteny
- zakresu częstotliwości pracy
- propagacji fal radiowych, czyli zdolności do rozchodzenia się fal radiowych w przestrzeni. Propagacja zmienia się w zależności od: pory dnia, pory roku, warunków atmosferycznych, a nawet warunków terenowych.

Najczęściej nowoczesne krótkofalowe radiostacje przenośne o mocy nadajnika 1 do 5W mają zasięg w terenie otwartym i płaskim do około 3 km gdy pracują jako urządzenia trzymane w dłoni bez przeciwwag i z przenośną anteną, oraz do 10–15 km jako najbardziej wydajne stosunkowo duże urządzenia, noszone na plecach lub piersi najczęściej z bardziej wydajną anteną do kilku metrów długości, tzw. radiostacje plecakowe, często też posiadają modulację jednowstęgową SSB w celu powiększenia zasięgu przy ograniczonym miejscu i wadze na akumulator. Jednak są znacznie bardziej skomplikowane w budowie i bardziej wrażliwe na zmiany temperatury oraz drgania mechaniczne.
Anteny radiostacji krótkofalowych do łączności bezpośredniej mają najczęściej postać pręta o długości 100 cm i znacznie większej, czasem używane są miniaturowe anteny o długości kilkunastu cm jednak są mniej wydajne i obniżają zasięg radiostacji w porównaniu do anten znacznie dłuższych.
Anteny, najczęściej pionowe mocowane bezpośrednio do radiostacji o długości mniejszej niż 1/4 długość fali na której pracuje radiostacja posiadają układy przedłużające bardzo krótką antenę względem wymaganej długości, bardziej rozbudowane radiostacje posiadają także regulowane układy dopasowania impedancji nadajnika względem impedancji anteny.
Anteny do łączności odbitych od jonosfery bardzo rzadko są pionowe, częściej są to lekkie poziome drutowe rozkładane anteny typu dipol pół falowy lub bardzo podobne, radiostacja z taką anteną nie jest ruchoma podczas pracy, antena jest chowana do plecaka w postaci zwiniętej. Najpopularniejszą anteną do radiostacji krótkofalowej do łączności odbitych jest „Inverted V”, skonstruowana została ona dla wojska w celu minimalizacji ciężaru i maksymalizacji prostoty użycia przy dobrej efektywności dla bliskich i średnich odległości, oraz łatwości naprawy. W zasadzie jest to dipol pół-falowy z obniżonymi ramionami do ziemi na wysokość 30-100 cm, środek anteny jest na wysokości od 0,15 do 0,5 długości fali.
Do łączności odbitych dalekich powyżej kilku tysięcy kilometrów lepiej sprawdza się uziemiona antena pionowa o długości bliskiej 1/4 długości fali (może być dłuższa), lecz ta jest wyjątkowo rzadko używana jako zestaw polowy z małą radiostacją noszoną. Najczęściej używanym pasmem częstotliwości jest od 1 do 10 MHz dla łączności odbitych 'dalekosiężnych', a lokalna łączność do kilku kilometrów dla częstotliwości 25–30 MHz. Fale krótkie bardzo źle rozchodzą się w mieście, przy wysokich i zbrojonych prętami metalowymi budynkach. Optymalne zastosowanie to tereny otwarte, leśne i woda.
W terenie wodnym radiostacja na częstotliwości 25–30 MHz osiąga lepszy zasięg bezpośredni niż radiostacje VHF czy UHF, inaczej, odwrotnie jest w terenie lądowym, szczególnie suchym. W terenie lądowym bardzo zalecanym uzupełnieniem dla małej, miniaturowej radiostacji z anteną niesymetryczną, czyli np. pionową teleskopową jest przeciwwaga, powoduje ona bardzo znaczny wzrost efektywności promieniowania, przeciwwaga to przewód elektryczny o niedużym przekroju 0,5-2,5 mm połączony z masą wysokiej częstotliwości radiostacji o długości falowej = 1/4 fali, jej drugi koniec musi być izolowany od otoczenia, oraz umieszczony/zakotwiczony na izolatorze o małej pojemności względem otoczenia, nie może stykać się z ziemią, najczęściej taka przeciwwaga jest umocowana poprzez jakiś lekki izolator np. żyłkę o długości 30–50 cm do wspornika wbitego w ziemią, wspornik może być z materiału przewodzącego prąd, można wykorzystać inne elementy infrastruktury do zamocowania izolatora przeciwwagi. Należy unikać dużych powierzchni metalowych oraz kształtów podłużnych zbliżonych do roboczej długości 1/4 i fali lub innych rezonansowych (1/2, 3/4 itd), a także nie wolno przeciwwagi umieszczać powyżej najniższej części anteny. To zbliżanie przeciwwagi do anteny powoduje straty w ilości wypromieniowanej energii. Najbardziej korzystną sytuacją jest gdy przeciwwaga opada pionowo w dół i na całej jej długości nie ma w pobliżu żadnych elementów przewodzących czy dotykających ją dużych elementów izolujących które pochłaniają energię, gdyż także izolatory przewodzą energię wysokiej częstotliwości, co najmniej kilkadziesiąt cm odstępu od przeciwwagi do ziemi, roślin, drzew jest wymagane.
Radiostacje pracujące w zakresie częstotliwości od 3 do 15 MHz mogą uzyskać zasięg znacznie większy niż kilka km poprzez odbicie jonosferyczne – w zależności od częstotliwości zasięg może wynosić od kilkudziesięciu km do kilku tysięcy km, jednak czym zasięg jest większy tym mniej stabilny i rzadziej występuje.
Niższe częstotliwości (1 do 5 MHz) służą do nawiązywania łączności bliższych a wyższe częstotliwości (10–20 MHz) do łączności bardziej odległych. Na falach krótkich i łącznościach odbitych zachodzi ścisła zależność pomiędzy porą dnia i roku a efektywnością łączności.
Przyjęło się, że częstotliwości do około 25 MHz służą do nawiązywania zasięgów dalekich (dalekosiężnych poza zasięgiem bezpośrednim radiostacji) poprzez odbicia jonosferyczne/troposferyczne, a powyżej 25 MHz do łączności bezpośrednich. Ponieważ przy częstotliwości powyżej 20 MHz fala radiowa coraz trudniej odbija się od zjonizowanych gazów w atmosferze ziemskiej, a jednocześnie wzrasta wydajność promieniowania rozchodzącego się w bezpośredniej bliskości ziemi co powoduje znacznie ułatwione oddziaływanie fali elektromagnetycznej na anteny bez odbicia troposferycznego/jonosferycznego.
Waga urządzeń ręcznych z zasilaniem wynosi do około 2 kg, zaś urządzeń noszonych plecakowych nawet do około 15 kg.
Radiostację należy chronić przed uderzeniami, upadkiem, wilgocią, skrajnymi temperaturami. Urządzenia tego typu są bardzo wrażliwe na uszkodzenia mechaniczne. Niska częstotliwość pracy wymusza konstrukcję stosunkowo dużych fizycznie układów rezonansowych przez co podczas drgań, uderzeń itp, na te elementy wywierana jest duża siła bezwładności która doprowadza do odstrojenia się tych układów, parametry radiostacji zostają pogorszone, w jeszcze gorszym przypadku elementy te mogą zostać zniszczone. Nowoczesne radiostacje dzięki zrobotyzowaniu produkcji i możliwości pomniejszenia układów rezonansowych są znacznie odporniejsze i często mają lepsze parametry niż urządzenia starsze. Antena należy także do wrażliwych elementów, należy dbać o jej dobry stan elektromechaniczny, stosować się do instrukcji konserwacji i prawidłowej obsługi.
Podczas pracy z anteną mocowaną bezpośrednio do radiostacji należy trzymać urządzenie możliwie wysoko nad ziemią, antena powinna być w pozycji pionowej, mówić do mikrofonu wyraźnie i nie dalej od niego niż dopuszczana odległość, mówienie zbyt cicho i zbyt daleko od mikrofonu powoduje powstanie nie prawidłowego poziomu modulacji (zbyt niski), zasięg ulegnie zmniejszeniu. Szczególnie na to zjawisko narażone są starsze radiostacje z modulacją AM (amplitudy), nowsze urządzenia mające czułe mikrofony pojemnościowe i wydajne wzmacniacze mikrofonowe są znacznie bardziej „wyrozumiałe” pod kątem prawidłowego operowania radiostacją, posiadają także układy automatycznej regulacji poziomu modulacji, przez co modulacja jest poprawna przy mówieniu do mikrofonu zbyt głośno i blisko, jak i dalej od mikrofonu. Najczęściej czułość jest tak zaprojektowana aby mówić do mikrofonu z odległości 5cm i bliżej. Stosunkowo niska czułość układu modulacji podyktowana jest odpornością na podmuchy wiatru w warunkach terenowych. Najnowsze radiostacje posiadają także układy elektronicznie tłumiące hałasy powodowane podmuchem wiatru. Ten typ opracowania przeciw podmuchom wiatru stosuje się też do radiostacji pracujących w terenie na inne pasma pracy.
Radiostacje przenośne krótkofalowe są obecnie coraz rzadziej stosowane w łącznościach bezpośrednich z uwagi na:
- wymóg posiadania stosunkowo długiej anteny, często przeciwwagi gdy urządzenie jest małych wymiarów np. trzymane w dłoniach.
- dużą obudowę która stanowi sprzężenie operatora radiostacji z radiostacją aby uzyskać choćby minimalną wymaganą przeciwwagę niezbędną dla tak niskiej częstotliwości pracy anteny,
- większą wagę niż radiostacje UKF i mikrofalowe UHF,
- mniejszy zasięg w mieście lub na jego obrzeżach niż radiostacje UKF i mikrofalowe UHF (szczególnie bez przeciwwagi) z powodu mniej wydajnego ustroju promieniowania oraz silnego tłumienia ziemi z powodu zbyt dużych wymiarów geometrycznych fal krótkich które nie mogą zostać wypromieniowane prawidłowo już przy samej radiostacji, jak i docierać bezpośrednio falą przestrzenną do odbiorcy, zawsze następuje silna strata energii tych fal w postaci prądów wirowych w ziemi. Fala promieniowana jest znacznie niżej niż jej pół-falowa długość przez co zahacza o ziemię i zostaje zamieniona w ciepło,
- dużą wrażliwość na zakłócenia atmosferyczne,
- wymaganie od operatora większej wiedzy niezbędnej dla prawidłowego jej użycia.

Obecnie zastosowanie ogranicza się dziś do użycia przez służbę radioamatorską, pasjonatów, inżynierów projektantów itd. Na urządzenia krótkofalowe pracujące poza zakresem łączności obywatelskiej „CB-radio” wymagane jest zezwolenie.